# Salacia typhina
Salacia typhina är en benvedsväxtart som beskrevs av Pierre. Salacia typhina ingår i släktet Salacia och familjen Celastraceae. Inga underarter finns listade.